# Guillam Dubois

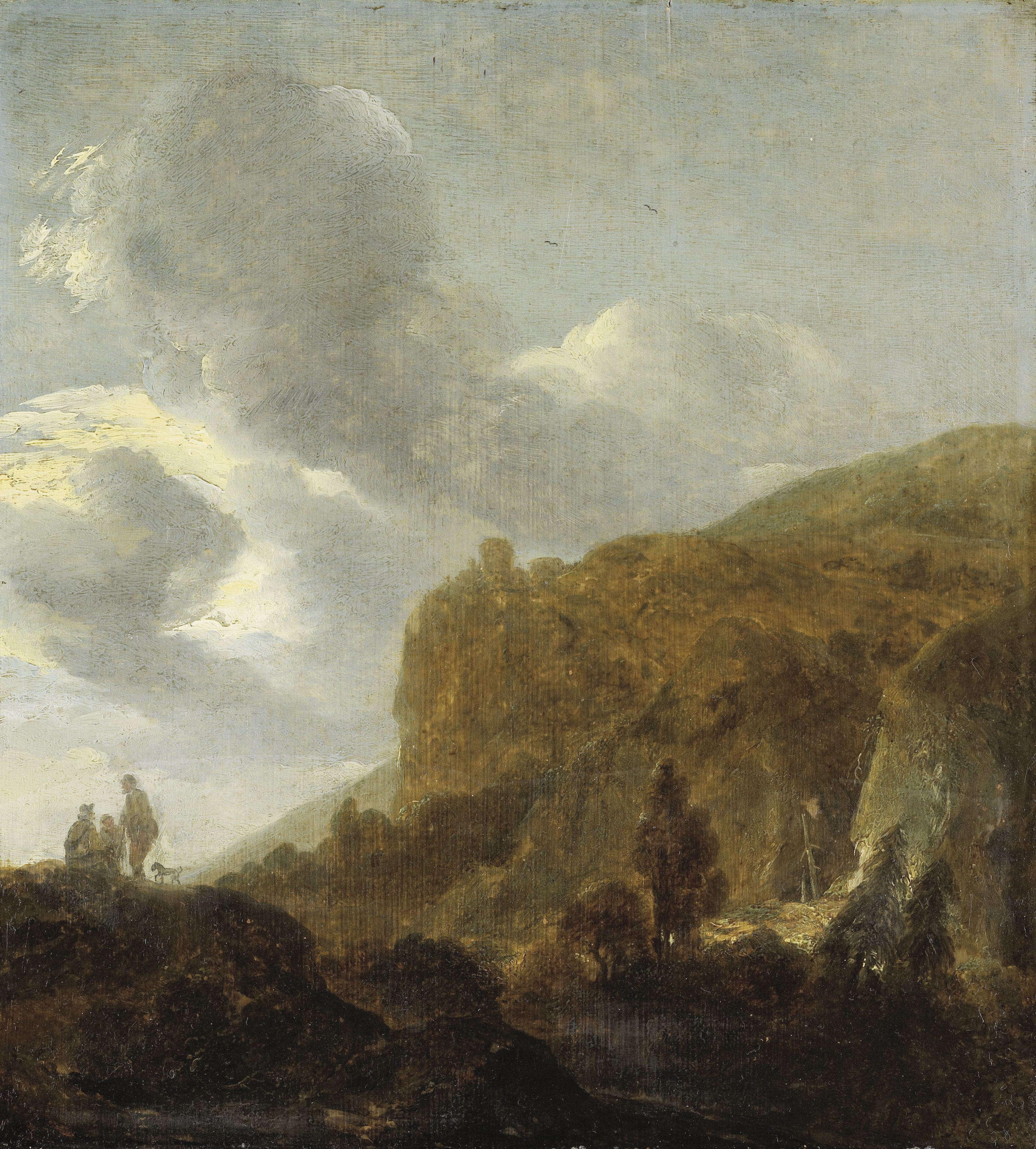
Paesaggio montuoso con viaggiatori e un cane sulla sinistra (1654 circa)

Guillam Dubois, o Guillam Du Bois o Guillaume Dubois o Willem Dubois (Haarlem, 6 luglio 1625 o 11 ottobre 1623 – Haarlem, 7 luglio 1680 (sepolto) oppure 1653 o successivamente), è stato un pittore e disegnatore olandese del secolo d'oro.

## Biografia

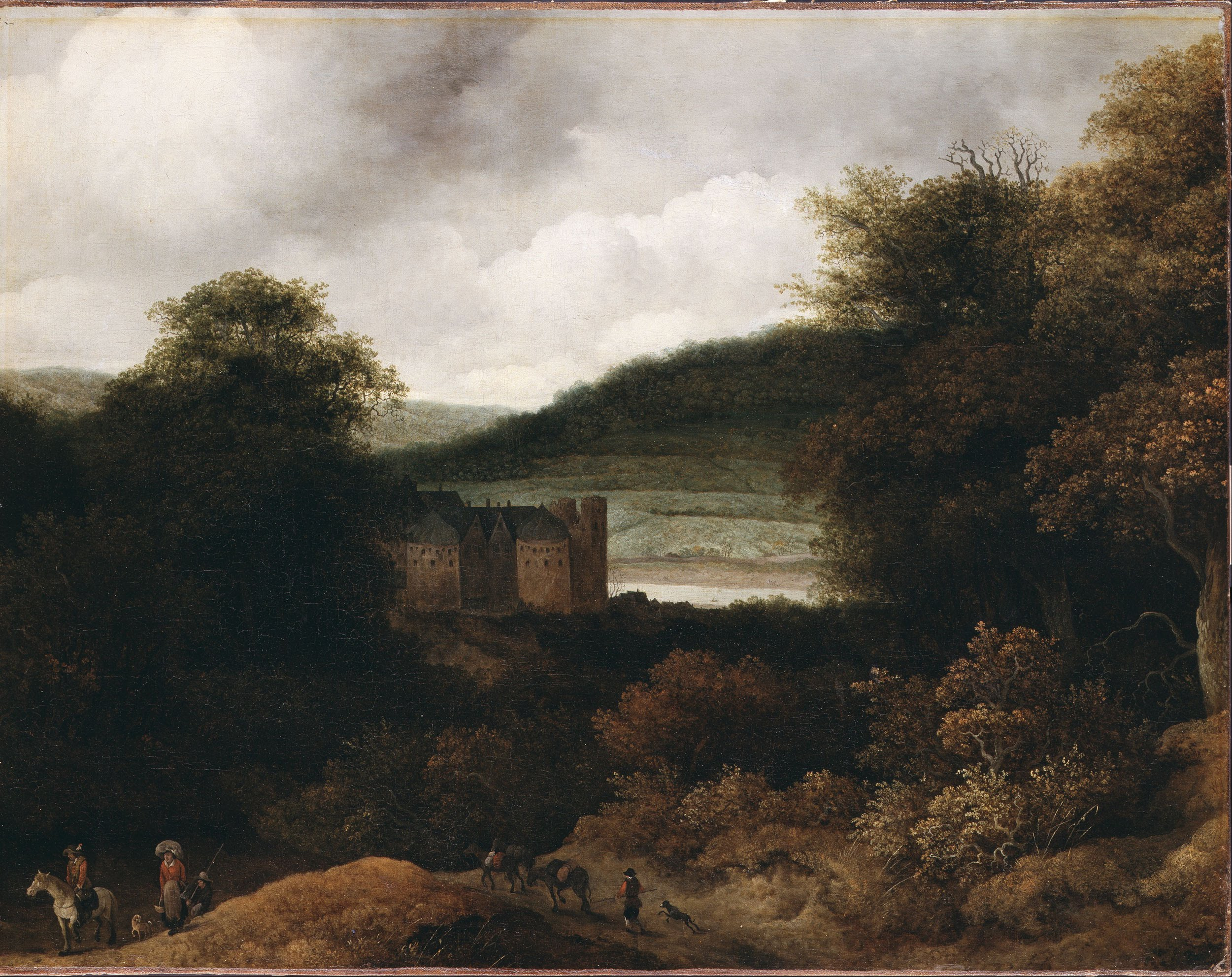
Veduta del Reno con un castello e viaggiatori (dopo il 1653)

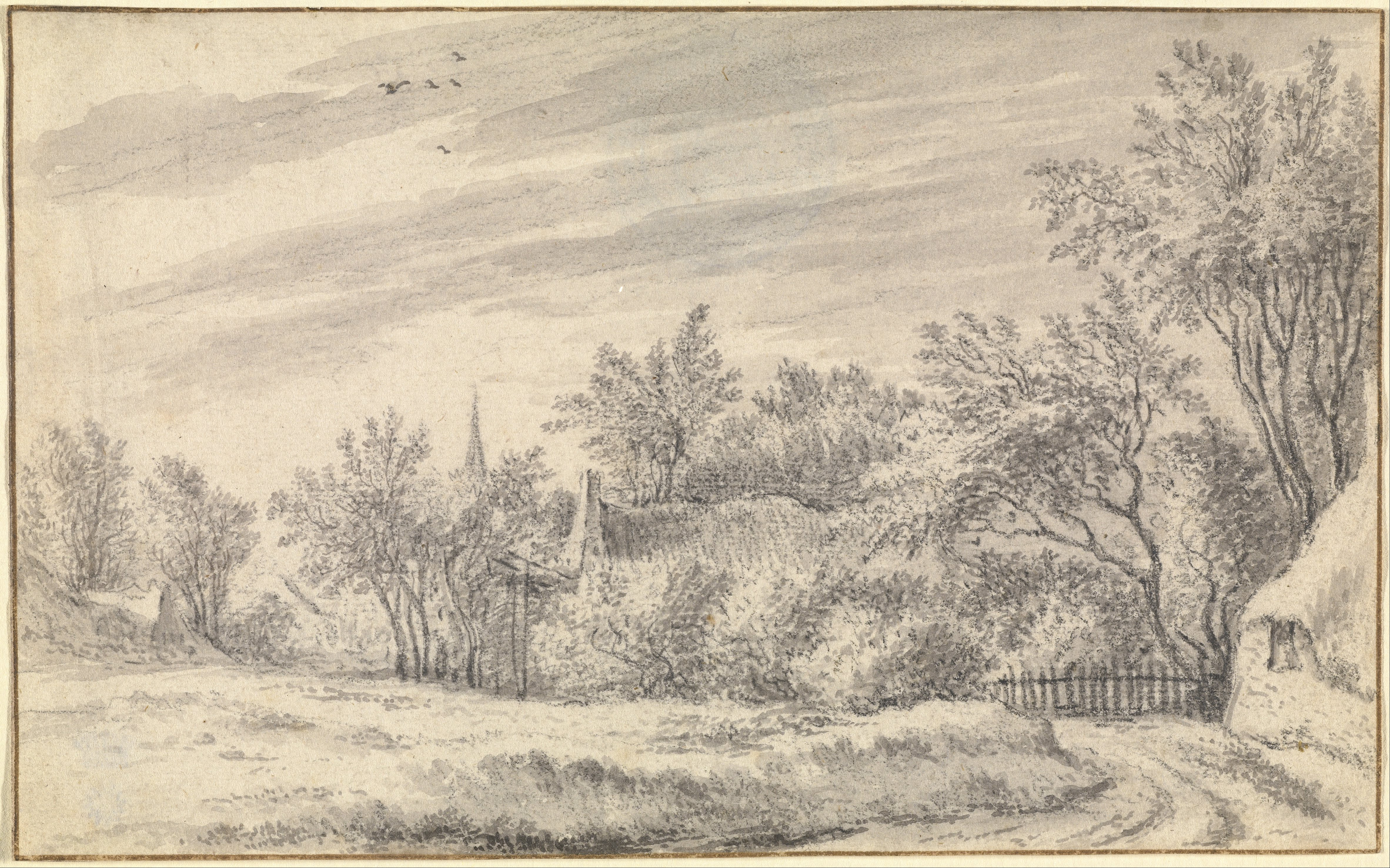
Sentiero di villaggio con guglia di una chiesa in lontananza (disegno, 1650 circa)

Era stato indicato erroneamente come anno di nascita dell'artista il 1610, a causa della lettura sbagliata della data di un dipinto della collezione di John G.Johnson (Filadelfia): 1632 anziché 1652. La prima opera datata risale invece al 1644, facendo supporre come anno di nascita di Dubois un anno compreso tra il 1620 e il 1625. Giltaij trovò due nascite ad Haarlem, una avvenuta l'11 ottobre 1623 da Daniel du Bois e Maeyke van Pene e l'altra il 6 luglio 1625 da Jean du Bois ed Elisabeth Macque. Dal momento che tra gli eredi citati nel 1659 della prima coppia non compare il nome Guillame, la data di nascita più probabile è quella del 1625 (Giltaij 1977, p. 145-146). Anche l'anno di morte non è però del tutto certo perché secondo le ricerche di Van Thiel-Stroman (2006) la data della sepoltura del 1680 non si riferisce all'artista come affermato da Van der Willigen (1870). Secondo Van Thiel-Stroman, la morte di Dubois avvenne nel 1653 o successivamente. In effetti non si hanno notizie dell'artista dopo il 1653, tanto che si può considerare come periodo di attività dello stesso l'intervallo 1644-1653.

Appartenente ad una famiglia della borghesia, il padre era un mercante di tessuti, Dubois apprese l'arte della pittura da Abraham Cuyper e in seguito studiò alla scuola di Bernard Kemp.
Nel 1646 divenne membro della Corporazione di San Luca di Haarlem e, fino al 21 agosto 1652 operò in questa città, lasciandola assieme ad alcuni colleghi per raggiungere Colonia. Rimase in questa città fino al 23 settembre 1652 assieme a Vincent Laurensz van der Vinne e al maestro Abraham Cuyper, Dirck Helmbreker invece ritornò ad Haarlem dopo pochi giorni. Con van der Vinne si trasferì ad Heidelberg, dove eseguì disegni. Lasciata Heidelberg il 28 novembre 1652, i due pittori ritornarono a Colonia. Fino al marzo 1653 lavorò prima per Abraham Cuyper, poi per Bernard Kemp e infine ritornò nei Paesi Bassi, mentre il collega van der Vinne viaggiò ulteriormente lungo il Reno con Joost Boelen.

Dubois si dedicò alla pittura paesaggistica, rappresentò scene ambientate in spiaggia e realizzò architetture. Inoltre il viaggio lungo il Reno gli permise di arricchire i suoi paesaggi di nuovi motivi, tanto da eseguire principalmente vedute del Reno e dei suoi affluenti. Collaborò con Adriaen van de Velde, che dipinse le figure in alcuni suoi paesaggi, ma di solito era lui stesso a realizzarle. Le sue opere presentano reminiscenze di Cornelis Hendrikz Vroom, di Salomon e di Jacob van Ruysdael, di cui può essere considerato un seguace. Secondo Richter e Sparkes, invece, la scelta e la semplicità dei soggetti nelle sue opere avvicinano maggiormente il suo stile a quello di Meindert Hobbema. Sua caratteristica è l'utilizzo preponderante del colore verde, che, verso la fine della sua carriera, diventa un verde bluastro, con toni più cupi.

## Opere
- Paesaggio montuoso con alcuni viaggiatori e un cane sulla sinistra, olio su tavola, 36 x 32 cm, 1654 circa, Rijksmuseum, Amsterdam
- Una veduta della regione del Reno, olio su tela, 136,84 x 68,1 cm, Dulwich Picture Gallery, Dulwich[4]
- Una veduta della regione del Reno con un castello e viaggiatori, olio su tela, 79,8 x 102,2 cm, dopo il 1653, Dulwich Picture Gallery, Dulwich
- Rijngesigje (Veduta del Reno), dipinto, Collezione di Pieter Boll, Haarlem[2]
- Sentiero di villaggio con guglia di una chiesa in lontananza, disegno, 1650 circa, Getty Center, Los Angeles[6]
- Paesaggio con dune, viaggiatori lungo una strada, la guglia di una chiesa in lontananza, dipinto, 45,7 x 63,5 cm, 1649, Mauritshuis, L'Aia[7]
- Paesaggio boscoso con viaggiatori su un sentiero, olio su tavola, 47 x 63,5 cm, precedentemente attribuito a Jacob van Ruisdael[8]
- Paesaggio collinare nei pressi di un fiume, due uomini in barca, viaggiatori lungo una strada, dipinto, 61 x 84 cm, 1652 circa, Mauritshuis, L'Aia[9]
- Paesaggio fluviale con pastore e gregge, dipinto, 47,2 x 71,8 cm, Rijksmuseum Twenthe, Enschede[10]